# Vernon, Wisconsin
Vernon là một thị trấn thuộc quận Waukesha, tiểu bang Wisconsin, Hoa Kỳ. Năm 2010, dân số của thị trấn này là 7.388 người.